# ISO 3166-2:KZ
ISO 3166-2:KZ là mục nhập cho Kazakhstan trong ISO 3166-2, một phần của tiêu chuẩn ISO 3166 tiêu chuẩn được công bố bởi Tổ chức tiêu chuẩn hóa quốc tế (ISO), trong đó xác định mã cho tên của hiệu trưởng phân (ví dụ, tỉnh hoặc tiểu bang) của tất cả các quốc gia được mã hóa theo ISO 3166-1.
Hiện tại đối với Kazakhstan, mã ISO 3166-2 được xác định cho 4 thành phố và 14 khu vực. Các thành phố Almaty và Astana lần lượt là thủ đô hiện tại của đất nước và có vị thế đặc biệt ngang với các khu vực.
Mỗi mã bao gồm hai phần, cách nhau bởi dấu gạch nối. Phần đầu tiên là KZ, mã ISO 3166-1 alpha-2 của Kazakhstan. Phần thứ hai là ba chữ cái.

## Mã hiện tại
Tên phân khu được liệt kê như trong tiêu chuẩn ISO 3166-2 do Cơ quan bảo trì ISO 3166 (ISO 3166/MA) công bố.
ISO 639-1 mã được sử dụng để thể hiện tên phân khu sau đây ngôn ngữ hành chính:
- (kk): Tiếng Kazakh
- (ru): Tiếng Nga

Nhấp vào nút trong tiêu đề để sắp xếp từng cột.
| Mã     | Tên phân khu (kk) (BGN/PCGN 1979) | Tên phân khu (ru)                 | Tên phân khu (ru)               | Phân ngành |
| Mã     | Tên phân khu (kk) (BGN/PCGN 1979) | (BGN/PCGN 1947)                   | (GOST 1983 = UN V/18 1987)      | Phân ngành |
| ------ | --------------------------------- | --------------------------------- | ------------------------------- | ---------- |
| KZ-ALA | Almaty                            | Almaty                            | Almaty                          | thành phố  |
| KZ-AST | Astana                            | Astana                            | Astana                          | thành phố  |
| KZ-ALM | Almaty oblysy                     | Almatinskaya oblast'              | Almatinskaja oblast'            | tỉnh       |
| KZ-AKM | Aqmola oblysy                     | Akmolinskaya oblast'              | Akmolinskaja oblast'            | tỉnh       |
| KZ-AKT | Aqtöbe oblysy                     | Aktyubinskaya oblast'             | Aktjubinskaja oblast'           | tỉnh       |
| KZ-ATY | Atyraū oblysy                     | Atyrauskaya oblast'               | Atyrauskaja oblast'             | tỉnh       |
| KZ-BAY | Bayqongyr                         | Baykonyr                          | Bajkonyr                        | thành phố  |
| KZ-ZAP | Batys Qazaqstan oblysy            | Zapadno-Kazakhstanskaya oblast'   | Zapadno-Kazahstanskaja oblast'  | tỉnh       |
| KZ-MAN | Mangghystaū oblysy                | Mangistauskaya oblast'            | Mangystauskaja oblast'          | tỉnh       |
| KZ-YUZ | Türkistan oblysy                  | Turkestankaya oblast'             | Turkestanskaja oblast'          | tỉnh       |
| KZ-PAV | Pavlodar oblysy                   | Pavlodarskaya oblast'             | Pavlodarskaja oblast'           | tỉnh       |
| KZ-KAR | Qaraghandy oblysy                 | Karagandinskaya oblast'           | Karagandinskaja oblast'         | tỉnh       |
| KZ-KUS | Qostanay oblysy                   | Kostanayskaya oblast'             | Kostanajskaja oblast'           | tỉnh       |
| KZ-KZY | Qyzylorda oblysy                  | Kyzylordinskaya oblast'           | Kyzylordinskaja oblast'         | tỉnh       |
| KZ-VOS | Shyghys Qazaqstan oblysy          | Vostochno-Kazakhstanskaya oblast' | Vostočno-Kazahstanskaja oblast' | tỉnh       |
| KZ-SHY | Shymkent                          | Shymkent                          | Šimkent                         | thành phố  |
| KZ-SEV | Soltüstik Qazaqstan oblysy        | Severo-Kazakhstanskaya oblast'    | Severo-Kazahstanskaja oblast'   | tỉnh       |
| KZ-ZHA | Zhambyl oblysy                    | Zhambylskaya oblast'              | Žambylskaja oblast'             | tỉnh       |

## Thay đổi
Các thay đổi sau đây cho mục nhập được liệt kê trên danh mục trực tuyến của ISO, Nền tảng duyệt trực tuyến:
| Ngày thay đổi có hiệu lực | Mô tả ngắn về sự thay đổi                                                                                         | Thay đổi mã/phân ngành |
| ------------------------- | --- | --- |
| 2016-11-15                | Bổ sung thành phố KZ-BAY; cập nhật danh sách nguồn.                                                               | Phân khu được thêm vào: KZ-BAY |
| 2018-11-26                | Sửa nhãn hệ thống roman hóa; Bổ sung thành phố KZ-SHY; Thay đổi tên phân khu của KZ-YUZ; Cập nhật nguồn danh sách | Phân khu được thêm vào: KZ-SHY Thay đổi tên: KZ-YUZ Ongtüstik Qazaqstan oblysy (kk), Yuzhno-Kazakhstankaya oblast' (ru BGN/PCGN), Južno-Kazahstankaja oblast' (ru GOST) → Türkistan oblysy (kk), Turkestankaya oblast' (ru BGN/PCGN), Turkestanskaja oblast' (ru GOST) |

Các thay đổi sau đây cho mục đã được công bố trong các bản tin của ISO 3166/MA kể từ lần xuất bản đầu tiên của ISO 3166-2 vào năm 1998:
| Bản tin        | Ngày phát hành | Mô tả về sự thay đổi trong bản tin                                                         | Thay đổi mã/phân ngành                |
| -------------- | -------------- | ------------------------------------------------------------------------------------------ | ------------------------------------- |
| Newsletter I-2 | 2002-05-21     | Ngoài ra còn có một thành phố. Chín cách viết tên chính xác. Danh sách nguồn được cập nhật | Phân khu được thêm vào: KZ-AST Astana |
| Newsletter I-3 | 2002-08-20     | Sửa lỗi: Sửa lỗi chính tả khác nhau                                                        |                                       |
| Newsletter I-4 | 2002-12-10     | Loại bỏ một thành phố khỏi danh sách (Bayqongyr)                                           | Phân khu đã bị xóa: KZ-BAY Bayqongyr  |